# Stortorget (Malmø)
 For alternative betydninger, se Stortorget. (Se også artikler, som begynder med Stortorget)
Stortorget (dansk: Store Torv) er et torv i Malmø. Anlæggelsen af torvet blev påbegyndt af borgmester Jørgen Kock i 1538 i forbindelse med nedrivningen af Helligåndsklosteret, som med sin kirkegård optog omkring 70 procent af fremtidens torv. I en note henvises der til "thet ny torg" i 1542. Malmö Rådhus blev opført i forbindelse med anlæggelsen af torvet langs pladsens østlige side, og det blev indviet i 1547. Rådhuset var på den tid det største af sin art i Norden.
På Stortorget ligger desuden landshøvdingens kontor, Jørgen Kocks Hus, Hotel Kramer og Apoteket Lejonet.
Midt på torvet står John Börjesons rytterstatue af kong Karl 10. Gustav af Sverige, der erobrede Skånelandene, herunder Malmø, fra Danmark. Statuen blev rejst i anledning af kunsthåndværk- og industriudstillingen i Malmø i 1896. Initiativtager til statuen var især avismand og politiker Carl Herslow og historieprofessor Martin Weibull.
Stortorget har historisk været Malmøs mest centrale torv, men efter elektrificeringen af sporvognene blev denne rolle i stigende grad overtaget af Gustav Adolfs Torg. Stortorget blev betjent af hestesporvogne 1887-1907, hesteomnibusser 1898-1907 og elektriske sporvogne 1906-1957.
Tæt på torvet er Lilla Torg og længere væk Gustav Adolfs Torg.